# Les Perrons
Les Perrons (ili Le Perron) je planina Chablais Alpa, smještena na granici između Švicarske i Francuske. Glavni vrh (2674 m) zove se Grand Perron. Sa sjeverne strane gleda na jezero Lac d'Emosson .

## Vanjske poveznice
- Les Perrons na Hikru